# 粗體短吻獅子魚
粗體短吻獅子鱼，为輻鰭魚綱鮋形目杜父魚亞目狮子鱼科的其中一種。分布於西北太平洋區日本海、韃靼海峽、鄂霍次克海等海域，體長可達31公分，屬深海魚類，棲息在水深147至5785公尺的水域，生活習性不明。